# Rekha
Rekha es una actriz del cine de la India. Ha hecho papeles muy versátiles en el cine commercial y el cine arte. A causa de su vida privada rodeada de misterio, Rekha es a veces conocida como la "Greta Garbo de la India".
En mayo del 2012 fue nombrada como miembro de la Rajya Sabha, la Cámara Alta del Parlamento de la India.

## Vida temprano y carrera

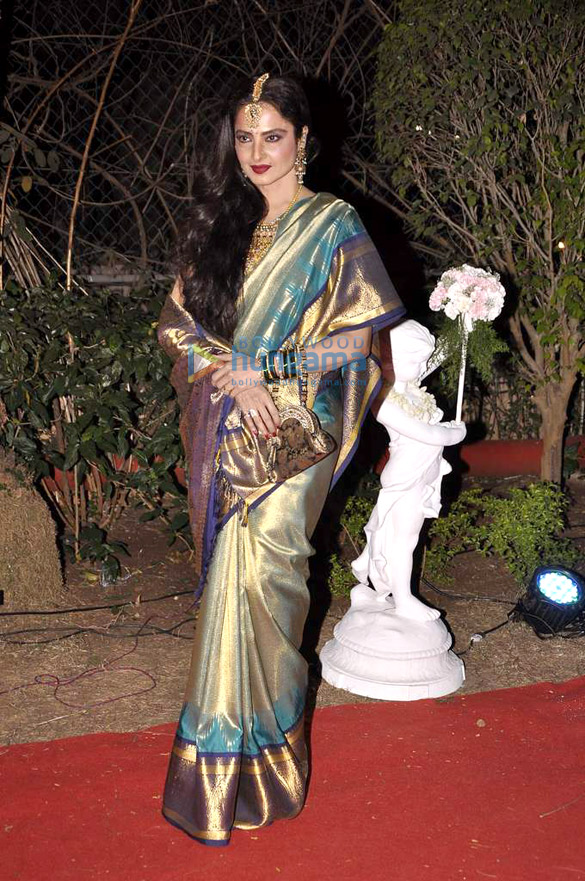
Rekha en la recepción de la boda de Ahana Deol

Rekha nació en Chennai, India. Es hija del actor del cine tamil Gemini Ganesan y la actriz del cine telugú Pushpavalli. Sus padres no se casaron nunca y su relación fue hostil.
Como una actriz niña hizo un papel en Rangula Ratnam (1966) del cine telugú. Su primer papel principal fue Goadalli CID 999 del cine canarés. Incursionó en el cine de Bollywood con Anjana Safar y Sawan Bhadon. Su idioma materno es el tamil por lo tanto tuvo que aprender el hindi. En 1976 el éxito de Do Anjaane con Amitabh Bachchan se convirtió en estrella. En los medios hubo especulaciones sobre su relación sentimental aunque Bachchan ya fue casado con Jaya Bhaduri. En Ghar Rekha hizo el papel de una víctima de la violación para el cual recibió críticas favorables de la prensa. Fue nominada al Premio Filmfare a la Mejor Actriz por su papel como cortesana en el gran éxito Muqaddar Ka Sikandar.
Hizo el papel de una cortesana en La Umrao Jaan también y le ganó respeto de los críticos. Del mismo año apareció en Silsila, su papel final opuesto de Amitabh Bachchan. En los años 1980 le concentró en papeles del cine arte (Kalyug, Baseraa, Ek Hi Bhool y Utsav) y en los años noventa trabajó esporádicamente (Kama Sutra y Khiladiyon Ka Khiladi).

## Filmografía
| Año  | Película                        | Papel                                  | Notas                                                  |
| ---- | ------------------------------- | -------------------------------------- | ------------------------------------------------------ |
| 1966 | Rangula Ratnam                  |                                        | Actriz niña                                            |
| 1969 | Goadalli C.I.D 999              |                                        | Canarés                                                |
| 1970 | Sawan Bhadon                    | Chanda                                 |                                                        |
| 1970 | Ammakosam                       |                                        |                                                        |
| 1971 | Saaz Aur Sanam                  |                                        |                                                        |
| 1971 | Haseenon Ka Devata              | Sunita/Chabili                         |                                                        |
| 1971 | Elaan                           | Mala Mehta/Mary                        |                                                        |
| 1971 | Dost Aur Dushman                |                                        |                                                        |
| 1972 | Zameen Aasmaan                  | Kalpana                                |                                                        |
| 1972 | Sazaa                           |                                        |                                                        |
| 1972 | Gora Aur Kala                   | Phoolwa                                |                                                        |
| 1972 | Gaon Hamara Shaher Tumhara      | Parvati (Paro)                         |                                                        |
| 1972 | Ek Bechara                      |                                        |                                                        |
| 1972 | Do Yaar                         |                                        |                                                        |
| 1972 | Double Cross                    | Rekha                                  |                                                        |
| 1972 | Raampur Ka Lakshman             | Rekha Choudhury                        |                                                        |
| 1973 | Mehmaan                         | Sheela                                 |                                                        |
| 1973 | Khoon Khoon                     |                                        |                                                        |
| 1973 | Keemat                          | Sudha                                  |                                                        |
| 1973 | Kashmakash                      |                                        |                                                        |
| 1973 | Kahani Kismat Ki                | Rekha                                  |                                                        |
| 1973 | Dharma                          | Asha/Radha                             |                                                        |
| 1973 | Barkha Bahar                    |                                        |                                                        |
| 1973 | Anokhi Ada                      | Neeta Gupta                            |                                                        |
| 1973 | Namak Haraam                    | Shyama                                 |                                                        |
| 1974 | Woh Main Nahin                  |                                        |                                                        |
| 1974 | Pran Jaye Par Vachan Na Jaye    | Janniya/Sheetal                        |                                                        |
| 1974 | Hawas                           |                                        | Aao Yaaro Gao                                          |
| 1974 | Duniya Ka Mela                  |                                        |                                                        |
| 1974 | Do Aankhen                      |                                        |                                                        |
| 1975 | Zorro                           |                                        |                                                        |
| 1975 | Kahte Hain Mujhko Raja          |                                        |                                                        |
| 1975 | Dharmatma                       | Anu                                    |                                                        |
| 1975 | Aakraman                        | Sheetal                                |                                                        |
| 1975 | Dharam Karam                    | Basanti                                |                                                        |
| 1976 | Santan                          |                                        |                                                        |
| 1976 | Khalifa                         |                                        |                                                        |
| 1976 | Kabeela                         |                                        |                                                        |
| 1976 | Do Anjaane                      | Rekha Roy/Sunita Devi                  |                                                        |
| 1976 | Aaj Ka Mahaatma                 | Mala                                   |                                                        |
| 1976 | Nagin                           | Sunita                                 |                                                        |
| 1977 | Saal Solvan Chadya              | Artista de boda                        |                                                        |
| 1977 | Ram Bharose                     | Kiran                                  |                                                        |
| 1977 | Kachcha Chor                    |                                        |                                                        |
| 1977 | Farishta Ya Qatil               |                                        |                                                        |
| 1977 | Dildaar                         |                                        |                                                        |
| 1977 | Chakkar Pe Chakkar              | Shila Sahini                           |                                                        |
| 1977 | Alaap                           | Radhakumari "Radhiya"                  |                                                        |
| 1977 | Aap Ki Khatir                   | Sarita                                 |                                                        |
| 1977 | Immaan Dharam                   | Durga                                  |                                                        |
| 1977 | Khoon Pasina                    | Chanda                                 |                                                        |
| 1977 | Palkon Ki Chhaon Mein           | Bailarina                              |                                                        |
| 1978 | Saawan Ke Geet                  |                                        |                                                        |
| 1978 | Ram Kasam                       |                                        |                                                        |
| 1978 | Rahu Ketu                       | Tulsi                                  |                                                        |
| 1978 | Parmatma                        | Deepa                                  |                                                        |
| 1978 | Muqaddar                        |                                        |                                                        |
| 1978 | Karmayogi                       | Rekha                                  |                                                        |
| 1978 | Bhola Bhala                     | Champa                                 |                                                        |
| 1978 | Aakhri Daku                     |                                        |                                                        |
| 1978 | Ganga Ki Saugandh               | Dhaniya                                |                                                        |
| 1978 | Ghar                            | Aarti Chandra                          |                                                        |
| 1978 | Kasme Vaade                     | Bailarina                              |                                                        |
| 1978 | Do Musafir                      | Bijli                                  |                                                        |
| 1978 | Dil Aur Deewar                  |                                        |                                                        |
| 1978 | Muqaddar Ka Sikander            | Zohrabai                               |                                                        |
| 1979 | Muqabla                         | Cantante de Qawwali                    |                                                        |
| 1979 | Mr. Natwarlal                   | Shanno                                 |                                                        |
| 1979 | Jaani Dushman                   | Champa                                 |                                                        |
| 1979 | Prem Bandhan                    |                                        |                                                        |
| 1979 | Kartavya                        |                                        |                                                        |
| 1979 | Suhaag                          | Basanti                                |                                                        |
| 1979 | Do Shikaari                     | Sunita                                 |                                                        |
| 1979 | Ahimsa                          |                                        |                                                        |
| 1980 | Ram Balram                      | Shobha                                 |                                                        |
| 1980 | Maang Bharo Sajana              | Radha                                  |                                                        |
| 1980 | Khubsoorat                      | Manju Dayal                            | Ganadora, Premio Filmfare a la Mejor Actriz            |
| 1980 | Judaai                          | Gauri Singh/Gauri S. Verma             |                                                        |
| 1980 | Kali Ghata                      | Rekha/Rashmi                           |                                                        |
| 1980 | Jyoti Bane Jwala                | Cortesana                              |                                                        |
| 1980 | Jal Mahal                       |                                        |                                                        |
| 1980 | Agreement                       | Mala Mathur                            |                                                        |
| 1980 | Neeyat                          |                                        |                                                        |
| 1980 | Aanchal                         | Tulsi                                  |                                                        |
| 1981 | La Umrao Jaan                   | Amiran/Umrao Jaan                      | Ganadora, Premio Nacional del Cine a la Mejor Actriz   |
| 1981 | Saajan Ki Saheli                | Moon-Moon Dhawan                       |                                                        |
| 1981 | Chehre Pe Chehra                | Daisy                                  |                                                        |
| 1981 | Kalyug                          | Supriya                                |                                                        |
| 1981 | Mangalsutra                     | Geyetri B. Prasad                      |                                                        |
| 1981 | Khoon Aur Paani                 |                                        |                                                        |
| 1981 | Daasi                           |                                        |                                                        |
| 1981 | Silsila                         | Chandni                                |                                                        |
| 1981 | Baseraa                         | Purnima Kohli aka Nima                 |                                                        |
| 1981 | Ghungroo Ki Awaaz               | Kajal/Kiran Gomes/Rani                 |                                                        |
| 1981 | Ek Hi Bhool                     | Sadhana Srivastav                      |                                                        |
| 1982 | Vijeta                          | Neelima                                |                                                        |
| 1982 | Mehndi Rang Layegi              |                                        |                                                        |
| 1982 | Ghazab                          | Jamuna                                 |                                                        |
| 1982 | Jeevan Dhaara                   | Sangeeta Shrivastav                    |                                                        |
| 1982 | Raaste Pyar Ke                  |                                        |                                                        |
| 1982 | Apna Bana Lo                    | Roopadevi                              |                                                        |
| 1982 | Deedar-E-Yaar                   | Husna                                  |                                                        |
| 1983 | Prem Tapasya                    | Bela                                   |                                                        |
| 1983 | Film Hi Film                    |                                        |                                                        |
| 1983 | Mujhe Insaaf Chahiye            |                                        |                                                        |
| 1983 | Agar Tum Na Hote                | Mrs. Neena Mehra/Mrs. Radha Bedi       |                                                        |
| 1984 | Khazana                         | Bindiya/Radha A. Kumar/Radha S. Kapoor |                                                        |
| 1984 | Bindiya Chamkegi                |                                        |                                                        |
| 1984 | Maati Maangey Khoon             | Shyamlee (Courtesan)                   |                                                        |
| 1984 | Asha Jyoti                      | Jyoti                                  |                                                        |
| 1984 | Baazi                           | Asha                                   |                                                        |
| 1984 | Zameen Aasmaan                  |                                        |                                                        |
| 1984 | Utsav                           | Vasantsena                             |                                                        |
| 1984 | Jhutha Sach                     | Alka                                   |                                                        |
| 1985 | Ram Tere Kitne Nam              | Mrs. Radha Aloknath Gupta              |                                                        |
| 1985 | Nishan                          |                                        |                                                        |
| 1985 | Faasle                          | Maya                                   |                                                        |
| 1985 | Jhoothi                         | Kalpana Srivastav                      |                                                        |
| 1986 | Sadaa Suhagan                   | Laxmi                                  |                                                        |
| 1986 | Musafir                         |                                        |                                                        |
| 1986 | Insaaf Ki Awaaz                 | Inspector Jhansi Rani                  |                                                        |
| 1986 | Jaal                            |                                        |                                                        |
| 1986 | Locket                          | Shalu                                  |                                                        |
| 1986 | Janbaaz                         | Cantante del cabaret                   |                                                        |
| 1987 | Pyar Ki Jeet                    | Soni                                   |                                                        |
| 1987 | Ijaazat                         | Sudha                                  |                                                        |
| 1987 | Apne Apne                       | Sharda R. Kapoor                       |                                                        |
| 1987 | Sansar                          | Uma V. Sharma                          |                                                        |
| 1987 | Jaan Hatheli Pe                 |                                        |                                                        |
| 1988 | Soorma Bhopali                  | Borracha                               |                                                        |
| 1988 | Khoon Bhari Maang               | Aarti Saxena/Jyoti                     | Ganadora, Premio Filmfare a la Mejor Actriz            |
| 1988 | Ek Naya Rishta                  | Aarti Saxena                           |                                                        |
| 1988 | Biwi Ho To Aisi                 | Shalu Mehra                            |                                                        |
| 1989 | Kasam Suhaag Ki                 |                                        |                                                        |
| 1989 | Clerk                           | Sra. Sneh Kapoor                       |                                                        |
| 1989 | Souten Ki Beti                  | Radha S. Verma                         |                                                        |
| 1989 | Ladaai                          | Shakuntala Verma                       |                                                        |
| 1989 | Bhrashtachar                    | Bhavani                                |                                                        |
| 1989 | Bahurani                        | Madhuri/Malti Chaudhary                |                                                        |
| 1990 | Sheshnaag                       |                                        |                                                        |
| 1990 | Mera Pati Sirf Mera Hai         | Sharda Dayal Sharma                    |                                                        |
| 1990 | Azaad Desh Ke Gulam             | Bharti Bhandari                        |                                                        |
| 1990 | Aag Ka Dariya                   |                                        |                                                        |
| 1990 | Amiri Garibi                    | Sona                                   |                                                        |
| 1991 | Yeh Aag Kab Bujhegi             |                                        |                                                        |
| 1991 | Phool Bane Angaarey             | Namrita Singh                          |                                                        |
| 1992 | Waqt Ka Badshah                 |                                        |                                                        |
| 1992 | Time Machine                    |                                        | No estrenada                                           |
| 1992 | Insaaf Ki Devi                  | Sadhana S. Verma                       |                                                        |
| 1993 | Geetanjali                      | Anjali Mehra/Geeta S. Bhardwaj         |                                                        |
| 1994 | Madam X                         | Madam X/Sonu                           |                                                        |
| 1995 | Nishana                         |                                        |                                                        |
| 1995 | Ab Insaf Hoga                   | Jankidevi Prasad                       |                                                        |
| 1996 | Aurat Aurat Aurat               | Sita Vajpai                            |                                                        |
| 1996 | Khiladiyon Ka Khiladi           | Maya                                   | Ganadora, Premio Filmfare a la Mejor Actriz de Reparto |
| 1996 | Kama Sutra                      | Rasa Devi                              |                                                        |
| 1997 | Aastha: In the Prison of Spring | Mansi                                  |                                                        |
| 1997 | Udaan                           | Varsha Sahay                           |                                                        |
| 1998 | Qila                            | Yamini                                 |                                                        |
| 1999 | Mother                          | Asha Britannia                         |                                                        |
| 2000 | Bulandi                         | Lakshmi                                |                                                        |
| 2001 | Zubeidaa                        | Maharani Mandira Devi                  |                                                        |
| 2001 | Censor                          | Sra. Shrivastav                        |                                                        |
| 2001 | Mujhe Meri Biwi Se Bachaao      | Kamini Mathur                          |                                                        |
| 2001 | Lajja                           | Ramdulaari                             |                                                        |
| 2002 | Dil Hai Tumhaara                | Saritaji                               |                                                        |
| 2003 | Bhoot                           | Sarita                                 |                                                        |
| 2003 | Koi... Mil Gaya                 | Sonia Mehra                            |                                                        |
| 2005 | Bachke Rehna Re Baba            | Rukmini/Richa/Gurpreet                 |                                                        |
| 2005 | Parineeta                       | Cantante de Moulin Rouge               |                                                        |
| 2006 | Kudiyon Ka Hai Zamana           | Mayuri                                 |                                                        |
| 2006 | Krrish                          | Sonia S. Mehra                         |                                                        |
| 2007 | Yatra                           | Lajwanti                               |                                                        |
| 2007 | Om Shanti Om                    |                                        |                                                        |
| 2010 | Sadiyaan                        | Amrit                                  |                                                        |